# Amata melitospila
Amata melitospila är en fjärilsart som beskrevs av Turner 1905. Amata melitospila ingår i släktet Amata och familjen björnspinnare. Inga underarter finns listade i Catalogue of Life.